# Любшанская крепость

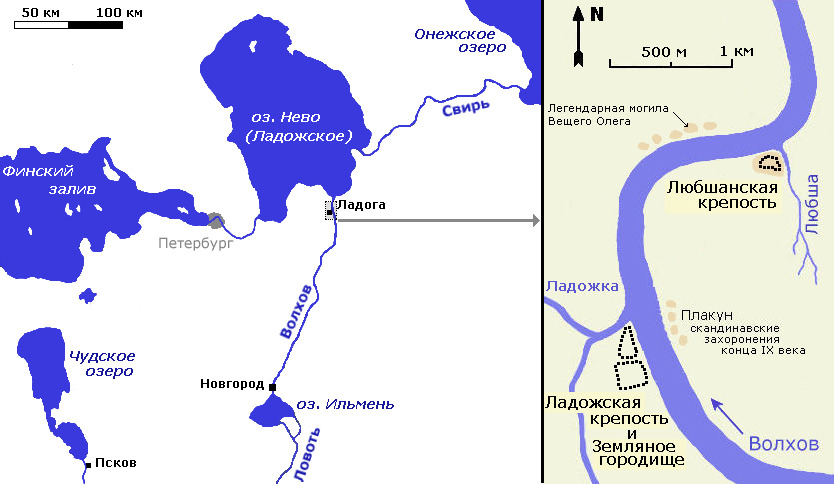
Карта взаимного расположения Любши и Ладоги на реке Волхов (справа) и географическое положение Ладоги на северо-западе России (слева)

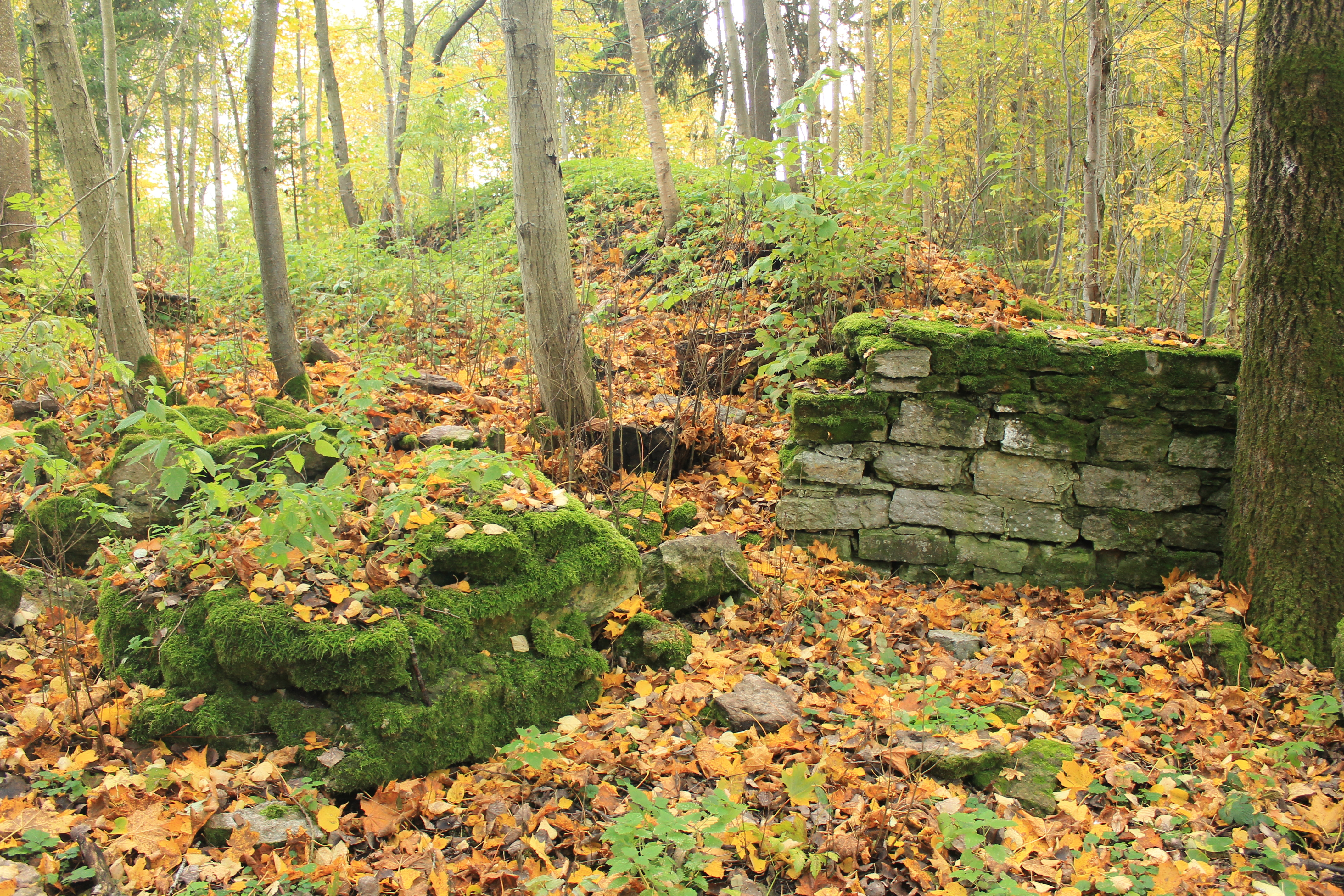
Руины Любшанской крепости

Любшанская кре́пость — древнейшая каменно-земляная крепость на территории Древней Руси на месте бывшего устья реки Волхов, расположенная на городище в 2 км от Старой Ладоги на другом берегу реки Волхов.
Возведение крепости в последней четверти VII — первой половине VIII веков связывают с появлением в Приладожье славянского населения. История крепости сложным образом связана с историей функционирования поселения на Староладожском земляном городище. Прекращение функционирования крепости во второй половине IX века соотносится многими исследователями с событиями, отмеченными в «Повести временных лет».

## История археологического изучения

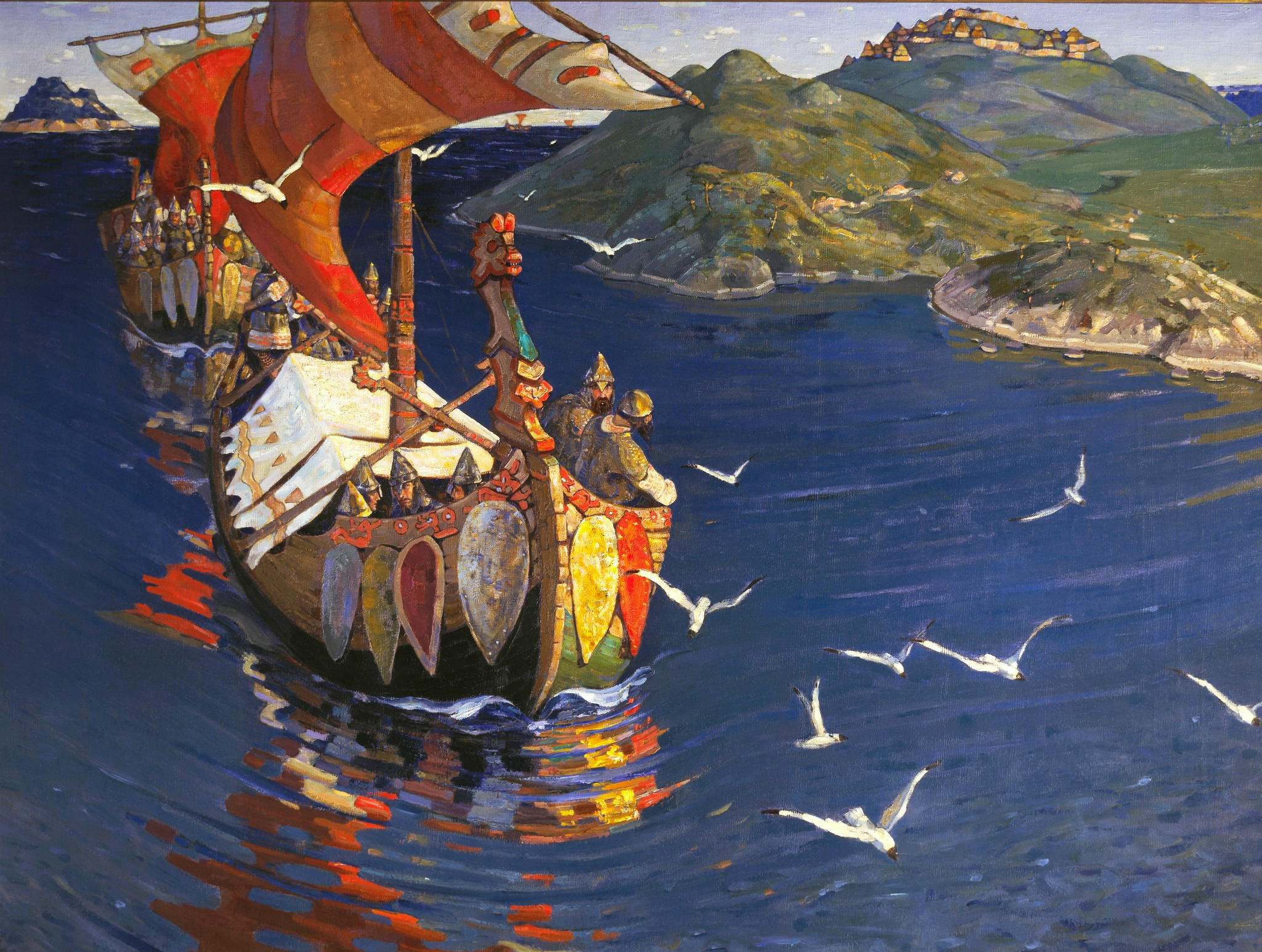
Вид с сопки Вещего Олега через Волхов на Любшанскую крепость на картине Николая Рериха «Заморские гости»

Крепость названа современными археологами Любшанской по её местонахождению, на возвышенности правого берега Волхова при впадении в Волхов речки Любша, в 2 км к северу от села Старая Ладога.
Первые разведочные раскопки были проведены на городище, известном из материалов Д. Я. Самоквасова и З. Ходаковского, на рубеже 1960—1970-х годов археологами С. Н. Орловым, Г. С. Лебедевым и В. П. Петренко. При этом было установлено наличие и характеристика культурного слоя и обнаружены каменные конструкции вала крепости.
В 1997 году петербургской экспедицией археолога Е. А. Рябинина были начаты раскопки, при которых в полном объёме раскрыта и показана значимость памятника. Раскопки продолжались с перерывами около пяти лет. Сообщения о раскопках были опубликованы в 2002 и 2003 годах, однако полностью материалы раскопок опубликованы (по состоянию на 2004 год) не были из-за болезни Рябинина. В 2008 году остеологический анализ рыбных костей и чешуи, найденных при археологических работах Рябинина в 1998—2000 годов в слоях VI—IX веков, был опубликован И. И. Тарасовым.
В 2003 году И. Л. Воиновой была произведена реконструкция внешнего вида крепости. В 2010 году на основе этой реконструкции и топологической съемки 1970-х годов А. А. Фролкиным была создана трёхмерная реконструкция крепости.
В 2011 году на официальном сайте Староладожского историко-архитектурного и археологического музея-заповедника сотрудниками музея была выражена обеспокоенность состоянием «Древнейшего каменного города на Волхове».

## Описание памятника
Сохранилось мысовое городище приблизительно 45×45 м, окружённое дугообразным валом около 70 метров в длину и шириной у основания до 18 м. Как показали раскопки, в древности оно было укреплено древнейшей на Северо-Западе Руси фортификацией с применением каменной панцирной кладки, материалом для которой служил плитняк. Кладка сохранилась на высоту до 2,2 м, сохранились также остатки дополнительных подпорных стен и деревянных укреплений по верху вала.
Культурный слой периода существования каменно-земляной крепости содержит печные конструкции из плитняка и лепную керамику, типичную для нижних слоёв Староладожского Земляного городища. В нём найдено свыше тысячи различных предметов, среди них — литейные формы, украшения и слитки из цветных металлов, полуфабрикаты и отходы. Форма украшений типична для раннеславянской культуры во всей северославянской этнокультурной зоне, встретились также находки, характерные для славянского населения Подунавья и Верхнего Поднепровья. Также важным для интерпретации характера поселения представляются находки стеклянных изделий: более двадцати голубых кубовидных стеклянных бус и полное отсутствие в слое «рубленого бисера», типичного для Ладоги. Развитое кузнечное ремесло, по технике соответствующее самому раннем горизонту Ладоги, представлено находками десятков изделий из железа. Найденные ладейные заклепки и некоторые другие детали указывают на взаимодействие со скандинавскими мореходами.
Под остатками каменной крепости обнаружены следы более ранних древо-земляных укреплений, состоящих из вала с деревянным тыном. Радиоуглеродная датировка этих укреплений, предшествовавших появлению каменной крепости, относит их к VII — первой половине VIII веков. Культурный слой, соответствующий этому укреплению, c большим количеством рыбьих костей, лепной керамикой, костяными орудиями, и очагами типичен для поселений раннего железного века, изученных в районе Ладоги.
Важной датирующей находкой является обнаружение детали наборного пояса, характерного и хорошо изученного типа украшений, распространённого в Прикамье VI—VII веках. Аналогичная находка была сделана в ладожской сопке № 140 на Победище Н. Е. Бранденбургом. Эти пояса были в неволинской культуре Прикамья частью женского парадного убора. Однако, являясь признаком высокого статуса и будучи ассоциируемы с поясом великанши Грид, они распространились как на юг, так и на запад, став частью мужской одежды высокого статуса на территории современной Эстонии, Финляндии и Средней Швеции. В Финляндии (около 19-ти находок) эти пояса датируются периодом 650—700 годами, в Прикамье — 650—730 годами, в Азию похожие изделия распространяются в 680—740 годах, по всей видимости, как следствие активности восточно-финских бродячих купцов-коробейников.

## Интерпретация археологических находок

### Общие замечания
Г. С. Лебедев посвятил истории и интерпретации материалов исследований Любшанской крепости значительную часть главы по археологии Ладоги в своей книге, вышедшей в 2005 году. Однако ещё раньше интерпретацией результатов археологического исследования памятника занимались сам Е. А. Рябинин и сотрудничавший в экспедиции А. Ю. Чернов. Кроме уже упомянутого сообщения и юбилейных публикаций были опубликованы научно-популярные статьи, в частности Черновым в журналах «Огонёк» в 1999 году, «Знание — сила» и др.. А. Ю. Чернов связывает материалы исследования с историческими событиями, упоминаемыми в «Повести временных лет», и в 2012 году его выводы были опубликованы в комментариях к «Повести временных лет», написанных при участии археолога С. В. Белецкого, Л. В. Войтович и др.
Общая картина исторического развития в регионе была предложена ещё до обнаружения Любшанской крепости Ю. Кальмером и с небольшими уточнениями принимается историками по сей день: продвижение переселенцев с Аландских островов к Ладоге началось в вендельский период и к их взаимодействию с финно-угорским населением в VII веке подключились ильменские словене Поволховья и Приильменья.

### История
На рубеже VI—VII веков на месте будущей каменной крепости появляется и функционирует укрепление финно-угорских племён. Оно представляло собой деревянный острог, укреплённый тыном на валу. Неволинские пояса и некоторые другие случайные находки свидетельствуют о том, что поселение было включено в систему контактов между Прикамьем, Южным Приладожьем, Финляндией и Средней Швецией. Обнаружение этого раннего поселения дополнительно свидетельствует в пользу того, что контакты со скандинавами были начаты финно-угорским населением — пермью, весью, чудью и сумью, а славяне включились в них позднее. Окончание финно-угорского периода существования крепости вероятно датируется началом VIII века. Более детальная информация о поселении, доступная Рябинину и Чернову, интерпретировалась ими как наличие следов неукреплённой стоянки финно-угорских рыболовов на месте городища с III века. Уничтожение финно-угорского поселения в VIII веке фиксировалось ими как катастрофическое — острог сожжён, предположительно в результате конфликта с появившимися в регионе ильменскими словенами, которых Рябинин считал носителями культуры длинных курганов.
В начале VIII века на месте финского острога строится каменно-земляная Любшанская крепость, истоки фортификационных традиций которой восходят к славянам Центральной Европы. Таким образом, этот памятник предшествует по времени появлению застройки на Староладожском Земляном городище в середине VIII века. Характер находок и культурного слоя позволяет отнести её население к славянам среднеевропейского происхождения, имевшими связь с западными славянами Балтийского Поморья, славянами и кривичами Верхнего Поднепровья, и с отдалёнными славянскими землями Подунавья. Это говорит об особом пути формирования славяно-русского населения Новгородской земли. Рябинин относил перестройку крепости на каменном основании ко времени около 700 года. Он реконструирует крепостную стену Любшанской крепости как представлявшую собой глиняный вал высотой около 3 метров, укреплённый двумя подпорками из свободно сложенных камней. На валу была возведена защитная стена из деревянных клетей (каркас из брёвен с утрамбованной землёй внутри). Общая высота оборонительного сооружения составляла до 7 метров. Ближайшие аналоги Любшанской крепости Рябинин видел в Центральной Европе, в ареале расселения западных славян — от Дуная до Балтийского Поморья.
Около 753 года на другом берегу, в 2 км от острога выше по Волхову, появляется скандинавское (предположительно основанное готландцами — выходцами с острова Готланд) неукреплённое поселение — будущая Ладога. Здесь с 780-х годов организуется производство из стекла «глазчатых» бус и бисера. Однако, типы обнаруженных на Староладожском (Земляном) городище и в Любше бус различны. Голубые кубовидные стеклянные бусы (найдены 20 бусин, тогда как в Ладоге известных лишь в 4 экземплярах, датируемые 810—840 годами) не произведены в Ладоге, но указывают на контакты жителей Любши по Великому шёлковому пути. Наоборот, на территории Любши не обнаружен рубленый бисер, произведённый в Ладоге для товарообмена с финно-угорским населением. Видимо Любшанская крепость выполняла сторожевые функции, осуществляя военно-административный контроль над устьем Волхова. Впрочем, обширный посад (селище) Любши пока не исследован.
Постройки и предметы (инструменты) скандинавского типа, аналогичные известным древностям вендельского периода, вытесняются из Ладоги уже через 10 лет после её основания раннеславянской культурой с Северо-Запада: Днепровского Левобережья или Поднестровья, Подунавья, верховьев Днепра, Западной Двины или Волги (аналогичной пражской, пеньковской или колочинской культурам). Это поселение, в свою очередь, переживает катастрофический пожар в 840-м году, после которого на поселении появляются находки, интерпретируемые как элементы скандинавской мужской субкультуры. Следующая катастрофа происходит около 865 года и примерно соответствует по времени событиям, описываемым в «Повести временных лет» как изгнание варягов. Рябинин и Чернов сообщают об обнаружении стрел, соответствующих по типу этим событиям (840 год — стрела скандинавского и 865 год — стрелы местного типа) в и рядом с внешней стороной стен Любшанской крепости.
Во второй половине IX века, в самом начале образования Древнерусского государства, Любшанская крепость прекращает существование. По одной из версий, её оставили из-за изменения гидрологического режима в регионе — Ладожское озеро понижает свой уровень и отступает к северу, речка Любша мелеет. В результате крепость потеряла своё значение сторожевого поста на Волхове, которое переходит к Ладоге. В любом случае прекращение функционирования крепости соотносится с преобразованиями в Ладоге, отмеченными в «Повести временных лет» как призвание Рюрика.

## В искусстве
Художник и мыслитель Николай Рерих называл вид с сопки Вещего Олега «одним из лучших русских пейзажей» и изобразил его на картине «Заморские гости» (нескольких вариантов написаны между 1901 и 1910 годами). В правом верхнем углу картины изображена неизвестная на тот момент археологам Любшанская крепость.
Вплотную к крепости было расположено старинное родовое имение Бестужевых (в XIX веке усадьба Карпова). Им владели И. Ф., Г. Ф., И .М. Бестужевы (в 1780), М. И. Бестужев (до 1838), А. С. Бестужев (1838—1856), Н. А. Бестужев (1856—1866). В 1880 году имение было куплено у Н. А. Бестужева тайным советником, членом правления Государственного банка Константином Алексеевичем Рыбиным. После его смерти имение было перекуплено в 1894 году князем, действительным статским советником Николаем Ивановичем Шаховским, который владел им до 1917 года. В этом же имении с 1946 года располагался Дом творчества художников «Старая Ладога». На другом берегу речки Любши, напротив городища, находилось имение Долговых-Собуровых (усадьба Любша), перешедшее затем к Измайловым. Муж Лидии Александровны Измайловой, дочери Александра Александровича Измайлова, статского советника, профессора физики в Медико-хирургической академии и внучки баснописца А. Е. Измайлова, профессор Петербургской Академии художеств В. Максимов изобразил пейзаж этой усадьбы на своей картине «Всё в прошлом».